# ロッカヴァルディーナ
ロッカヴァルディーナ（イタリア語: Roccavaldina, シチリア語: Roccavaddina）は、イタリア共和国シチリア州メッシーナ県にある、人口約1,100人の基礎自治体（コムーネ）。

## 地理

### 位置・広がり

#### 隣接コムーネ

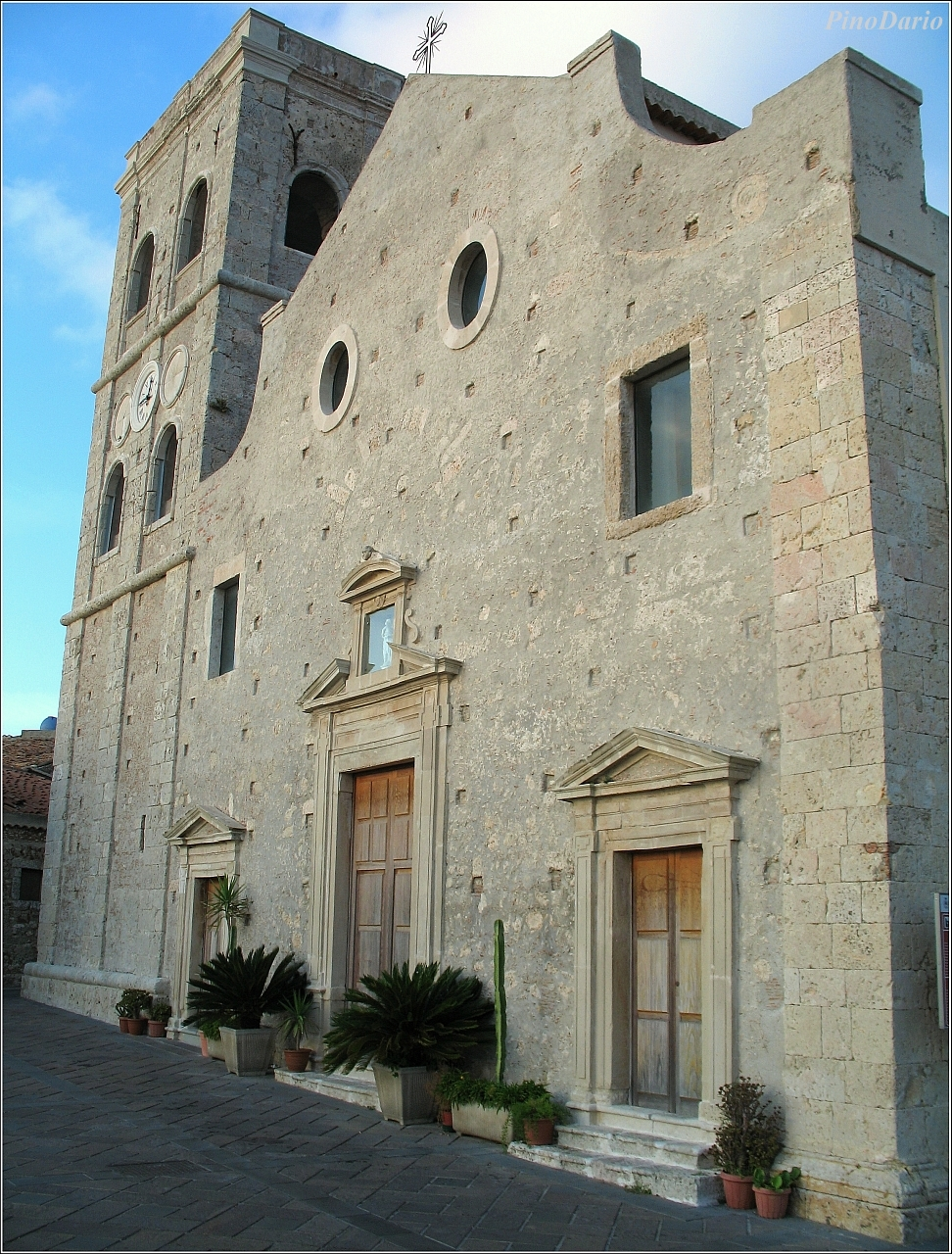
Il Duomo - Intitolato a San Nicola di Bari

隣接するコムーネは以下の通り。
- モンフォルテ・サン・ジョルジョ
- ロメッタ
- スパダフォーラ
- トッレグロッタ
- ヴァルディーナ
- ヴェネーティコ